# Susza (obwód witebski)
Susza (biał. Суша) – wieś na Białorusi, w rejonie lepelskim obwodu witebskiego, 30 km na północny wschód od Lepla.
Car Iwan IV Groźny wzniósł około 1566 roku zamek drewniany Susza w czasie wojny litewsko-rosyjskiej 1558–1570. Zdobyty i zburzony 6 października 1579 przez siły polsko-litewskie króla Stefana Batorego. Obecnie zachowane jest jedynie zamczysko.
Wieś szlachecka położona była w końcu XVIII wieku w województwie połockim.